# Beccar
Beccar es una localidad argentina situada en la zona norte del Gran Buenos Aires, en el partido de San Isidro en la provincia de Buenos Aires a 24 km al noroeste de la Ciudad Autónoma de Buenos Aires.

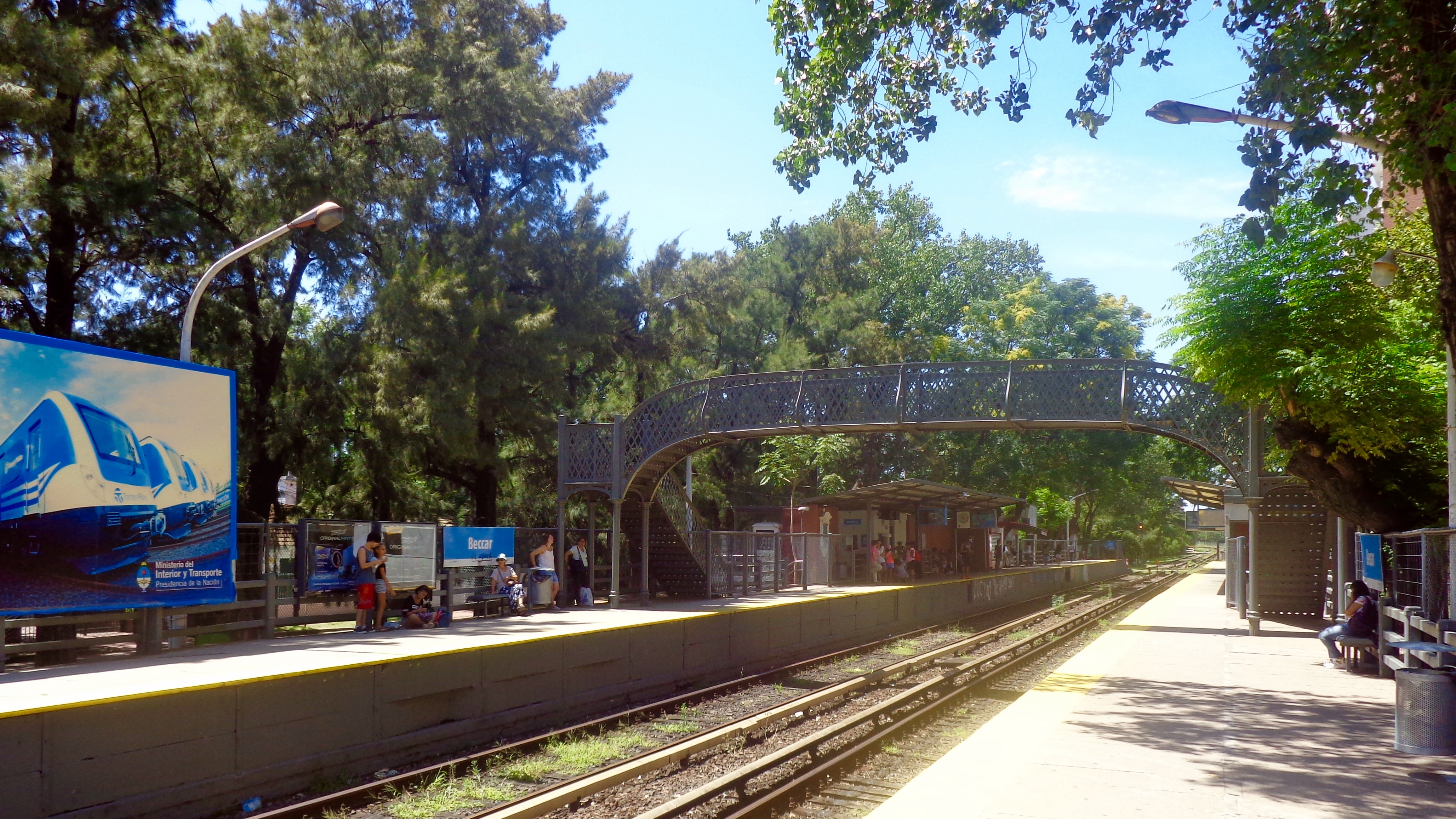
Beccar: Estación ubicada en el partido de San Isidro en la provincia de Buenos Aires, tiene el servicio eléctrico de pasajeros de Ferrocarriles Argentinos línea Mitre del ramal Retiro - Tigre, fue habilitada en 1864 por el FC Central Argentino. Recuerda al abogado y militar Cosme Beccar quien luchara en el combate de la isla Martín García y en la batalla de Pavón como capitán bajo el mando de Bartolomé Mitre. El Dr. Cosme Beccar fue legislador porteño durante el gobierno de Mitre y auditor General de Guerra y Marina cargo que ejerció hasta su muerte en 1890.

## Geografía

### Límites
- con las localidades de Boulogne Sur Mer al oeste, San Isidro al sur, y al norte con la localidad de Victoria del Partido de San Fernando .

Sus límites son: el río Luján, y la calle España, Av. Intendente Tomkinson, Av. Blanco Encalada y Av. Uruguay.

### Población
Tiene 58.000 hab. A lo largo de su historia fue zona de chacras, viveros, molinos harineros, fábrica de ladrillos (hornos) y muchas e importantes industrias. La estación Beccar del Ferrocarril General Mitre, ramal eléctrico Retiro - Tigre, fue inaugurada en 1933. Inicialmente era una parada intermedia entre las estaciones San Isidro y Victoria

## Historia
El 24 de octubre de 1580, Juan de Garay entregó a Juan Ruíz de Ocaña una gran estancia. La misma se extendía sobre el margen del río de las Conchas (actual río de la Reconquista) y abarcaba gran parte de los actuales partidos de San Fernando, San Martín y San Isidro. Incluía también las tierras donde mucho después surgiría Villa Adelina.

Inicialmente alterno su vida entre residencias de verano de familias de clase alta y pequeños campos de cultivo. Entre estas estancias podemos destacar a la casa de verano de la familia Ocampo, Villa Ocampo, residencia de la escritora Victoria Ocampo, la casona de los Ruiz Guiñazú, actual Club Obras Sanitarias, etc.
Beccar limita al este con el Río de la Plata, al norte con el vecino partido de San Fernando, con Boulogne al oeste y con la ciudad de San Isidro al Sur.
El territorio de esta localidad corresponde a las parcelas (“suertes”) N.º 60 al 63 otorgadas por (Juan de Garay luego de la fundación de Buenos Aires (las 64 y 65 pasaron a formar parte de San Fernando cuando fue creado este partido en 1821).
Beccar es la cuarta localidad del partido por extensión territorial; antiguamente se llamaba Cuartel 8º o Punta Chica. A lo largo de su historia fue zona de chacras, viveros, molinos harineros, fábrica de ladrillos y muchas e importantes industrias.
Tal vez el hecho histórico más importante ocurrido en esta localidad sea la gesta de los 33 Orientales. En 1825 un grupo de hombres (orientales en su mayoría) encabezados por Juan Antonio de Lavalleja partieron de estas costas para liberar a la Banda Oriental, que se hallaba bajo dominación brasileña. Un monumento erigido el 19 de abril de 1964 en la costa beccarense recuerda aquella epopeya.
Ya en el siglo XX y con una fuerte presencia de italianos, primero las quintas y luego los fabricantes de ladrillos le dieron impulso y personalidad itálica a Beccar. Pero si bien estas actividades fueron representativas, vale mencionar también a la floricultura que, a partir de los años 1930, fue durante décadas sinónimo de la zona.

Fue Adam Mahn, un hombre de origen alemán y propietario de una importante quinta en la zona próxima a Punta Chica, el que buscando la urbanización de la zona con un barrio parque que fue conocido como “de los alemanes”, el que solicitó a la empresa de ferrocarriles la instalación de un apeadero. La empresa accedió al petitorio y el 25 de noviembre fue autorizada la parada, que dos años más tarde –el 15 de enero de 1913- fue declarada estación con el nombre de “Beccar”, en honor del Dr. Cosme Beccar, figura ilustre del pueblo de San Isidro.

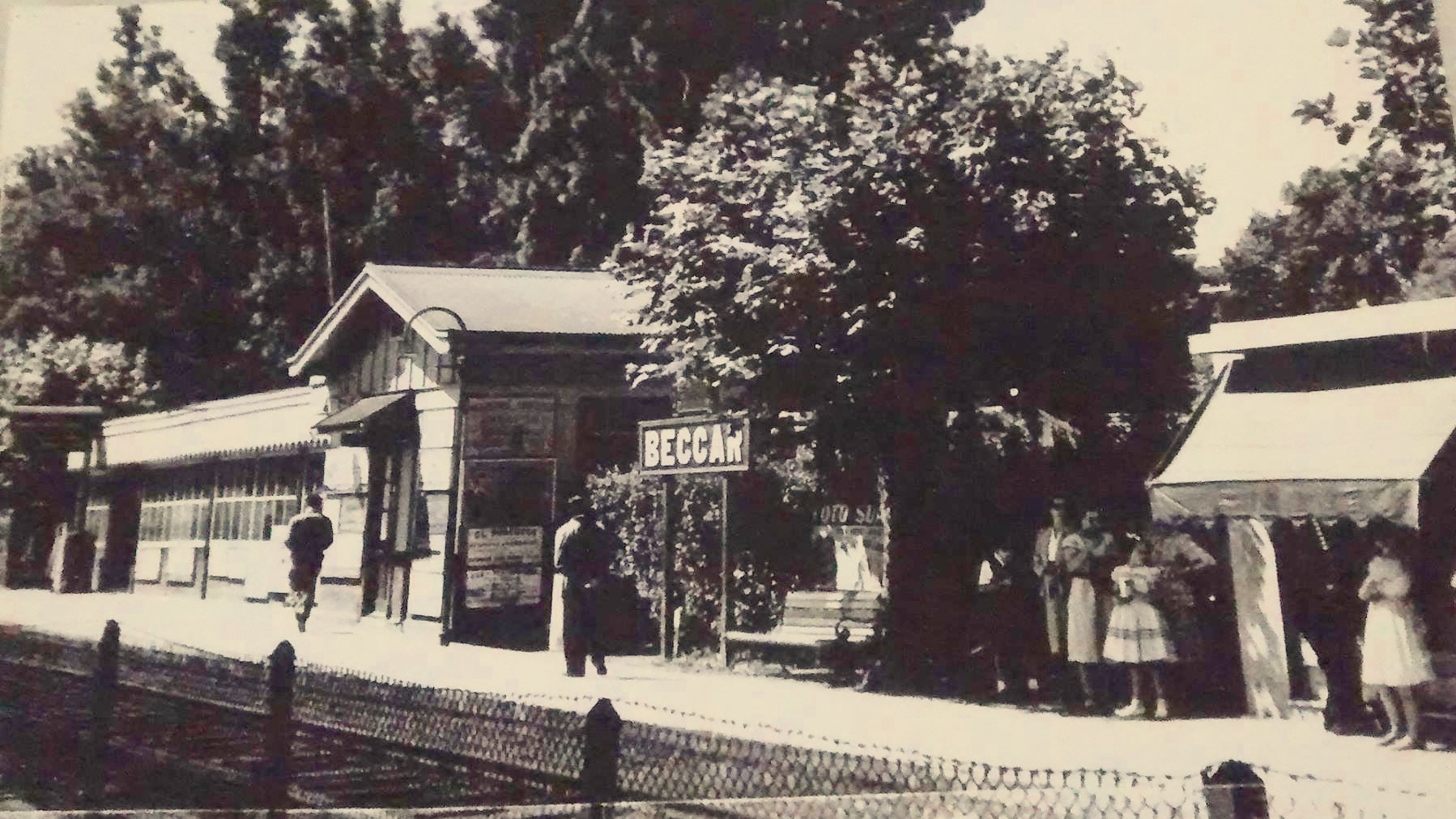
Estación Beccar - Año 1957

Por aquellos años el ritmo de vida no era tan ajetreado. Y sucedió que la principal ruta de comunicación entre los partidos de la costa –la Avenida Centenario y la Avenida 11 de Septiembre,  posteriormente Presidente Perón- se vio cada vez más transitada y se hizo imprescindible reemplazar el cruce ferroviario a nivel conocido como “Las cuatro barreras”, por un acceso seguro y ágil.
Fue por eso que sobre la base de un proyecto elaborado por la Municipalidad de San Isidro se emprendió la construcción de un túnel vehicular bajo las vías del Ferrocarril Mitre que fue inaugurado el 19 de julio de 2006.
Los trabajos, que demandaron una inversión del orden de los 25.200.000 pesos, fueron llevados adelante por la comuna en el marco del Proyecto Transporte Urbano de Buenos Aires, que se financia en un 70% con fondos del Banco Mundial y el resto desde el gobierno nacional.
Beccar tuvo un período floreciente de fábricas, como las mencionadas de ladrillos, entre las que cabe mencionar las papeleras Pedotti y San Isidro, Buco-textil, Platea, Llave, Del Carlo y Eveready entre muchas otras. Al igual que en muchas partes del país estas empresas –que le permitieron a miles de vecinos crecer y desarrollarse en comunidad- fueron cerrando dando paso a otros tiempos y a una dinámica social diferente.
A principios del siglo XX, la empresa Ferrocarril Central Córdoba (Ferrocarril General Belgrano luego de su nacionalización en 1947) inició el tendido de sus vías.
El 15 de enero de 1913, se establece la estación con el nombre de «Beccar», en honor del Dr. Cosme Beccar, figura ilustre del pueblo de San Isidro.
El 3 de septiembre de 1997 fue declarada ciudad.

## F.I.N.C.A. Béccar
En la localidad de Beccar, a mediados de la década de 1930 un joven empresario inmigrante alemán, el Dr. Erich Zeyen, quien junto con un amigo asociado, el Dr. Germán Wernicke, crearon una empresa de construcción, F.I.N.C.A. Sociedad Anónima Argentina de Ahorro, aprobada por decreto del Poder Ejecutivo. Pronto la pequeña empresa comenzó a adquirir importancia y construyó su primera 
comunidad parcialmente planificada, donde el cliente tenía la opción de elegir qué modelo de residencia quería edificar.  

## Personalidades destacadas de Beccar

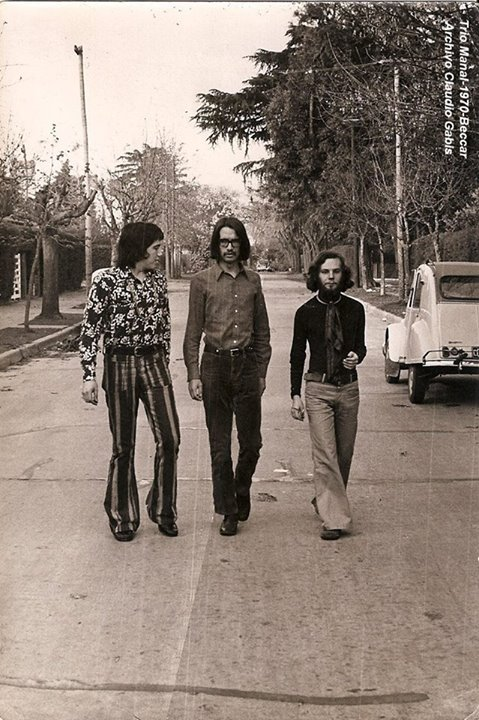
Grupo Manal caminando por las calles de Beccar - Año 1970

- Antonio Abertondo
- Jorge Guerrero Dantur (cantante)
- Guillermo Francella
- Héctor Germán Oesterheld[1]
- Néstor Raúl Rossi
- Rocío Igarzábal
- Victoria Ocampo
- Hernán Coronel
- Claudio Gabis
- Tomás Martínez (futbolista)
- Juan José Aranguren
- Midel
- Bandalos Chinos
- Agustín Iannone
- Gustavo Posse
- Rodrigo Castillo

## Parroquias de la Iglesia católica en Beccar
| Diócesis   | San Isidro |
| ---------- | --- |
| Parroquias | Nuestra Señora de la Cava, Nuestra Señora de Lourdes, San José Obrero, Nuestra Señora de la Merced, Santuario de Schoenstatt, María Puerta del Cielo, San Gerardo, Marín. |